# Bernardino Piccoli
Bernardino Piccoli, talvolta noto come Bernardo Piccolo (Umbriatico, 1581 – Strongoli, 1636), è stato un arcivescovo cattolico italiano.

## Biografia
Nacque a Umbriatico, in omonima diocesi, nel 1581.
Il 15 dicembre 1621 papa Gregorio XV lo nominò vescovo coadiutore di Strongoli e arcivescovo titolare di Nicea; ricevette l'ordinazione episcopale il successivo 2 gennaio 1622 dal cardinale Fabrizio Verallo e dai co-consacranti Muzio Cinquini, vescovo di Avellino e Frigento, e Girolamo Ricciulli, vescovo di Belcastro.
Il 2 ottobre 1627 successe a Sebastiano Ghislieri alla sede episcopale di Strongoli; resse la diocesi fino alla morte, avvenuta nel 1636.

## Genealogia episcopale
La genealogia episcopale è:
- Cardinale Guillaume d'Estouteville, O.S.B.Clun.
- Papa Sisto IV
- Papa Giulio II
- Cardinale Raffaele Sansone Riario
- Papa Leone X
- Papa Paolo III
- Cardinale Francesco Pisani
- Cardinale Alfonso Gesualdo di Conza
- Papa Clemente VIII
- Cardinale Roberto Bellarmino, S.I.
- Cardinale Fabrizio Verallo
- Arcivescovo Bernardino Piccoli